# Лайма (Монтана)
Лайма (англ. Lima) — місто (англ. town) в США, в окрузі Бівергед штату Монтана. Населення — 212 особи (2020).

## Географія
Лайма розташована за координатами 44°38′19″ пн. ш. 112°35′31″ зх. д. / 44.63861° пн. ш. 112.59194° зх. д. (44.638653, -112.592033). За даними Бюро перепису населення США в 2010 році місто мало площу 1,37 км², уся площа — суходіл.
Місто розташоване на висоті 1907 метрів над рівнем моря.

## Демографія
Згідно з переписом 2010 року, у місті мешкала 221 особа в 106 домогосподарствах у складі 63 родин. Густота населення становила 161 особа/км². Було 173 помешкання (126/км²).
Расовий склад населення:
| - 94,1 % — білих - 0,9 % — вихідців з тихоокеанських островів - 0,9 % — корінних американців - 0,9 % — чорних або афроамериканців |

До двох чи більше рас належало 2,7 %. Частка іспаномовних становила 3,6 % від усіх жителів.
За віковим діапазоном населення розподілялося таким чином: 23,5 % — особи молодші 18 років, 51,2 % — особи у віці 18—64 років, 25,3 % — особи у віці 65 років та старші. Медіана віку мешканця становила 51,8 року. На 100 осіб жіночої статі у місті припадало 112,5 чоловіків; на 100 жінок у віці від 18 років та старших — 119,5 чоловіків також старших 18 років.
Середній дохід на одне домашнє господарство становив 35 364 долари США (медіана — 27 344), а середній дохід на одну сім'ю — 43 920 доларів (медіана — 29 375). За межею бідності перебувало 29,2 % осіб, у тому числі 91,3 % дітей у віці до 18 років та 12,5 % осіб у віці 65 років та старших.
Цивільне працевлаштоване населення становило 74 особи. Основні галузі зайнятості: освіта, охорона здоров'я та соціальна допомога — 24,3 %, мистецтво, розваги та відпочинок — 16,2 %, публічна адміністрація — 14,9 %.